# Eumichtis jucundissima
Eumichtis jucundissima är en fjärilsart som beskrevs av Hans Zerny 1916. Eumichtis jucundissima ingår i släktet Eumichtis och familjen nattflyn. Inga underarter finns listade i Catalogue of Life.